# Ectypodus
Ectypodus is een uitgestorven zoogdier uit de familie Neoplagiaulacidae van de Multituberculata. Dit dier leefde tijdens het Paleoceen en Eoceen in Noord-Amerika en Europa.

## Kenmerken
Ectypodus was een boombewonende omnivoor. Net als de andere soorten uit de Neoplagiaulacidae was het een kleine multituberculaat met een formaat van een huismuis.

## Ontwikkeling
Ectypodus verscheen tijdens het Midden-Paleoceen, het Torrejonian, in Noord-Amerika. Na het Paleoceen werden de multituberculaten grotendeels vervangen door moderne zoogdieren, met name de knaagdieren. De Neoplagiaulacidae was de laatste overlevende familie van de multituberculaten. Het geslacht verspreidde zich bij de aanvang van het Eoceen via de arctische route naar West-Europa. In Noord-Amerika overleefde Ectypodus tot het einde van het Eoceen, het Chadronian.

## Fossiele vondsten
Fossielen van Ectypodus zijn met name in de Verenigde Staten, waaronder in het Bighorn-bekken in Wyoming en het San Juan-bekken in New Mexico. Ook in Canada, België, Frankrijk en Engeland zijn vondsten gedaan.

## Soorten
Het geslacht Ectypodus omvat de volgende soorten:
- E. aphronorus (Sloan, 1987): Paleoceen; Noord-Amerika
- E. arctos (Beard & Dawson 2014): Vroeg-Eoceen; Ellesmere-eiland
- E. childei (Kühne, 1969): Wasatchian; Noord-Amerika en Europa; gewicht circa 15 gram
- E. lovei (Sloan, 1966): Uintan – Chadronian; Noord-Amerika; gewicht circa 15 gram
- E. musculus (Matthew & Granger, 1921): Torrejonian; Noord-Amerika; gewicht circa 30 gram
- E. powelli (Jepsen, 1940): Torrejonian – Tiffanian; Noord-Amerika; gewicht circa 20 gram
- E. riansensis (Marandat et al, 2012): Sparnacian; Frankrijk
- E. szalayi (Sloan, 1981): Paleoceen; Noord-Amerika; gewicht circa 15 gram
- E. tardus (Jepsen, 1930): Wasatchian; Noord-Amerika; gewicht circa 15 gram